# 大阪市立吉野小学校
大阪市立吉野小学校（おおさかしりつよしのしょうがっこう）は、大阪府大阪市福島区吉野3丁目にある公立小学校。
イタリア共和国ミラノオリャーニ小学校と姉妹校提携を実施している。

## 沿革
本項では吉野小学校の沿革に加え、戦災によって統合した新家国民学校、および西野田国民学校（高等科単独設置国民学校）の沿革についてもあわせて記述する。

### 創立
吉野小学校は1911年、大阪市北区（当時。1925年此花区、1943年福島区）西野田地域で3番目の小学校・大阪市第三西野田尋常小学校として、大阪市第一西野田尋常小学校（現在の大阪市立玉川小学校）より分離する形で現在地に創立した。
また地域の人口増加とそれに伴う就学児童数の増加に伴い、第二西野田（現在の大阪市立野田小学校）・第三西野田（吉野）の2小学校の校区を再編する形で、大阪市第四西野田尋常小学校（大阪市新家国民学校）が1919年10月3日に北区西野田新家東之町（現在の福島区吉野5丁目9番）に開校した。

### 国民学校への改編
1941年の国民学校令施行に伴い、大阪市内の各小学校では創立番号順の校名は廃止して地名などを取り入れた校名へと変更することになった。これにより、第三西野田小学校は大阪市吉野国民学校へ、第四西野田小学校は大阪市新家国民学校へとそれぞれ改称した。
大阪市は1943年4月1日付で、行政区の分増区や境界調整を実施した。この際に西野田地域の大半は、従来の此花区から新設の福島区へと移ることになった。一方で新家国民学校の校区内を此花区・福島区の境界が通ることになった。このため分区と同時に新たな行政区の境界にあわせる形で新家国民学校校区の再編を実施し、従来の新家国民学校校区のうち此花区側に残った地域は大阪市西九条国民学校（現在の大阪市立西九条小学校）校区へ編入されている。
太平洋戦争の戦局悪化により、1944年には学童集団疎開がおこなわれることになった。吉野国民学校の児童は広島県芦品郡へ、新家国民学校の児童は広島県深安郡へ、それぞれ集団疎開を実施している。

### 西野田国民学校
西野田国民学校は1942年に創立した。学校の源流は第一西野田（玉川）小学校・第三西野田（吉野）小学校の2校の高等科にさかのぼる。
第三西野田小学校は1914年に高等科を併設した。1927年以降、第三西野田小学校の高等科は男子児童のみを受け入れ、女子児童は第一西野田（玉川）小学校で受け入れる体制となった。
1941年に出された国民学校令では、高等科の義務教育化を定めていた。これに伴い高等科の教育を充実させるため、玉川・吉野の両国民学校の高等科を統合し、高等科を単独で設置する大阪市西野田国民学校が1942年4月6日に開校した。
西野田国民学校は此花区江成町（現在の福島区吉野3丁目17番付近）・自動車教習所跡地を転用して設置された。1942年4月に玉川国民学校より女子児童を転入させる形で開校し、次いで1ヶ月後の1942年5月には吉野国民学校から男子児童を転入させた。しかし2年後の1944年には勤労動員の対象となり、授業はおこなわれなくなった。
1945年には大阪市の方針により、国民学校高等科は1行政区あたり1-2校の高等科単独国民学校に集約・統合させることになった。これに伴い1945年6月1日付で新家国民学校の高等科を廃止し、西野田国民学校へと統合した。しかし同日朝に地域は第二次大阪大空襲の被害に遭い、西野田・新家の両校とも校舎を焼失した。当日は統合記念式典が予定されていたが、式は同年6月下旬まで延期となっている。
西野田国民学校は戦災被害のため1946年4月15日付で廃校となり、同校の男子児童は新家国民学校・女子児童は吉野国民学校へとそれぞれ編入された。また西野田国民学校の廃校により、新家・吉野の両校は高等科を再設置した形になった。
旧西野田国民学校跡地は江成公園や福島区民センター（大阪市立福島図書館・大阪市福島スポーツセンターを併設）・福島消防署となっている。福島区役所の旧庁舎（2007年10月まで）も、旧西野田国民学校跡地にあった。

### 終戦以降
新家国民学校は戦災による地域の人口減少のため、戦前には千数百人いた児童が百人以下に減少し、1946年度の初等科新1年生の入学者は数人となった。西野田国民学校から高等科の男子児童を受け入れたものの、初等科の児童数が少ないために学校運営に支障をきたすとして、翌1947年に吉野国民学校（大阪市立吉野小学校）へと統合する形で休校（のち正式に廃校）となった。
一方で吉野国民学校は1945年6月1日の第2回大阪大空襲で校舎を半焼したものの、学校再開には支障はなかった。学制改革により、吉野国民学校は1947年4月1日、大阪市立吉野小学校へと改編された。
学制改革と同時に高等科は廃止され、吉野・新家両校の高等科児童の大半は、新家国民学校跡地を転用して同年に設置された新制大阪市立新家中学校（現・大阪市立野田中学校）へと編入学した。

### 年表
出典：
- 1911年5月25日 - 大阪市第三西野田尋常小学校として創立。
- 1914年4月 - 高等科を併設。大阪市第三西野田尋常高等小学校に改称。
- 1919年10月3日 - 大阪市第四西野田尋常小学校が開校（1941年大阪市新家国民学校に改称）。
- 1929年 - 第三西野田（吉野）校に西野田幼稚園を併設。
- 1941年4月1日 - 国民学校令により、大阪市吉野国民学校に改称。
- 1942年4月6日 - 大阪市西野田国民学校が開校。
- 1942年5月7日 - 吉野国民学校の高等科を廃止、大阪市西野田国民学校へ統合。
- 1943年4月1日 - 福島区と此花区の分区に伴い、新家国民学校校区の校区変更。
- 1944年 - 吉野・新家の両校とも、広島県へ学童疎開。
- 1944年 - 西野田国民学校の生徒は勤労動員。
- 1945年6月1日 - 新家校の高等科を廃止、大阪市西野田国民学校へ統合。
- 1945年6月1日 - 第2回大阪大空襲で西野田・新家・吉野の各校被災。校区にも大きな被害。
- 1946年 - 西野田幼稚園を独立園として分離。
- 1946年4月15日 - 大阪市西野田国民学校を廃校。生徒は新家・吉野の両校に分割編入。
- 1947年4月1日 - 学制改革により、大阪市立吉野小学校と改称。大阪市新家国民学校を統合。
- 1965年4月1日 - 児童の標準服を制定
- 1968年10月27日 - 全国学校給食研究大会において、学校給食優良学校として文部大臣から表彰される。
- 1982年9月3日 - イタリア共和国ミラノオリャーニ小学校と姉妹校提携。

## 通学区域
- 大阪市福島区[2]
  - 吉野1-5丁目、大開4丁目（2～5番）

卒業生は大阪市立野田中学校に進学する。

## 交通
- Osaka Metro千日前線 玉川駅 西へ約250m。
- 大阪環状線 野田駅 北西へ約200m。
- 大阪シティバス 福島区役所前バス停 南西へ約150m。
- 阪神本線 野田駅・Osaka Metro千日前線 野田阪神駅・JR東西線 海老江駅 南西へ約750m。